# Chryzoberyl
Chryzoberyl (Werner, 1790), chemický vzorec BeAl2O4, je kosočtverečný minerál. Název složen z řeckých slov χρυσός (chrysos) = zlatý a βήρυλλος (berylos) = beryl, které popisují barvu minerálu.

## Původ
- magmatický – v žulových pegmatitech;
- metamorfní – vysokoteplotní svory, kontaktní zóny ultramafických hornin;
- sekundární – díky odolnosti vůči zvětrávání se hromadí v náplavech.

## Morfologie

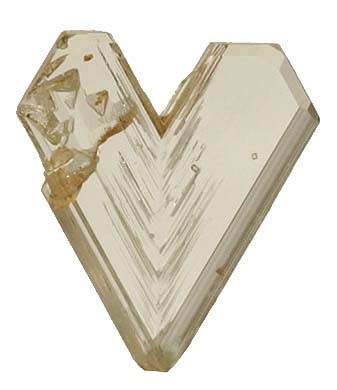
Srdcovité dvojče, Barma

Krystaly mají tvar tabulek {001} nebo jsou krátce prizmatické podle [100]. Velikost krystalů do 22 cm. Na {001} rýhování rovnoběžné s [100]. Dvojčatění běžné podle {130}, vytváří buď srostlice ve tvaru srdce, nebo vícenásobná kontaktní a penetrační dvojčata dávají vzniknout pseudohexagonálním krystalům.

## Vlastnosti
- Fyzikální vlastnosti: Tvrdost 8,5, křehký, hustota 3,7 g/cm³, štěpnost dobrá podle {110}, lom lasturnatý, nepravidelný.
- Optické vlastnosti: Barva: odstíny zelené, smaragdově zelená, žlutozelená, žlutá, modrá. Lesk skelný, mastný, průhlednost: průhledný až průsvitný, může být i opakní s měňavou inkluzí, vryp bílý. Žlutozelená luminiscence.
- Chemické vlastnosti: Složení: Be 7,10 %, Al 42,50 %, příměsi Cr, Fe3+. O 50,40 %. V kyselinách nerozpustný.

## Odrůdy

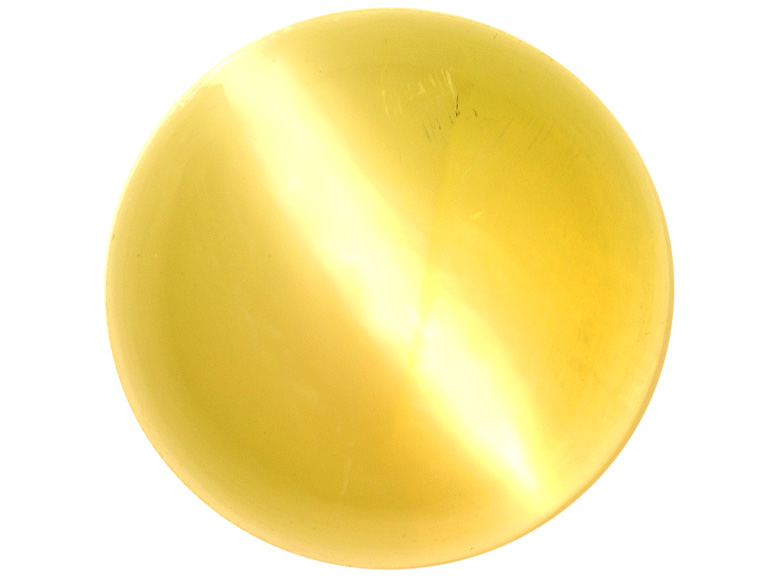
Cymofán

- alexandrit – na denním světle zelený až smaragdový, v umělém světle červený až fialový
- cymofán – chryzoberylové kočičí oko – zlatožluté se stříbrobílou čarou

## Podobné minerály
- beryl

## Parageneze
- křemen, muskovit, albit, beryl, columbit, turmalín, topaz, kyanit, staurolit (žulové pegmatity); fenakit, apatit, turmalín, fluorit (reakční zóna pegmatitů).

## Využití
Drahý kámen – fasetové brusy, kabošony.

## Naleziště
Vzácný minerál.
- Česko – Maršíkov
- Švýcarsko – Campolungo
- Rusko – Ural – Takovaja – odrůda alexandrit
- USA – Colorado – Drew Hill; Connecticut – Haddam
- Brazílie
- Srí Lanka
- Čína
- a další.